# Parasträsket
Parasträsket är en sjö i Jokkmokks kommun i Lappland och ingår i Luleälvens huvudavrinningsområde. Sjön har en area på 0,158 kvadratkilometer och ligger 239,2 meter över havet.

## Delavrinningsområde
Parasträsket ingår i det delavrinningsområde (735822-170897) som SMHI kallar för Ovan Tuortapebäcken. Medelhöjden är 245 meter över havet och ytan är 60,65 kvadratkilometer. Räknas de 12 avrinningsområdena uppströms in blir den ackumulerade arean 375,98 kvadratkilometer. Bodträskån (Jåkkåjaurebäcken) som avvattnar avrinningsområdet har biflödesordning 2, vilket innebär att vattnet flödar genom totalt 2 vattendrag innan det når havet efter 129 kilometer. Avrinningsområdet består mestadels av skog (53 procent) och sankmarker (40 procent). Avrinningsområdet har 0,33 kvadratkilometer vattenytor vilket ger det en sjöprocent på 0,5 procent.